# The Bodyguard World Tour
Il The Bodyguard World Tour è il quarto tour mondiale della cantante statunitense pop/R&B Whitney Houston, per pubblicizzare l'album The Bodyguard: Original Soundtrack Album del 1992, nonché il film Guardia del corpo, sempre del 1992

## Scaletta del Tour

### Stati Uniti d'America, Europa, Giappone
1. "Greatest Love of All" (Intro)
2. "Love Will Save the Day"
3. "Saving All My Love for You"
4. "You Give Good Love" 1
5. "I Wanna Dance with Somebody (Who Loves Me)"
6. "How Will I Know"
7. "I'm Your Baby Tonight" 1
8. Love Song Medley:
  - "All at Once"
  - "Nobody Loves me Like You Do"
  - "Didn't We Almost Have It All"
  - "Where Do Broken Hearts Go"
9. "All the Man That I Need"
10. Medley: 1
  - "I Loves You Porgy"
  - "And I Am Telling You I'm Not Going"
11. "I Have Nothing"
12. "Queen of the Night"
13. "Revelation" (contiene elementi di "The Love You Save)"
14. "Jesus Loves Me" 2
15. "I Will Always Love You"

Encore
1. "I'm Every Woman"
2. "Something in Common" (duetto con Bobby Brown)

1eseguita solo in Nord America e in alcune date Europa
2eseguita solo in Nord America e in alcune date Europa

### Sud America, Stati Uniti d'America
1. "Jesus Loves Me"/"Greatest Love of All" (Intro)
2. "So Emotional"
3. "Love Will Save the Day" 1
4. "Saving All My Love for You"
5. "I Wanna Dance with Somebody (Who Loves Me)"
6. "How Will I Know"
7. "I'm Your Baby Tonight" 1
8. Love Song Medley:
  - "All at Once"
  - "Nobody Loves Me Like you Do"
  - "Didn't We Almost Have It All"
  - "Where Do Broken Hearts Go"
9. "All the Man That I Need"
10. "I Have Nothing"
11. "Queen of the Night"
12. Aretha Franklin Medley:
  - "Natural Woman"
  - "Do Right Woman, Do Right Man"
  - "Ain't No Way"
13. "Wonderful Counselor" (contiene elementi da "The Love You Save" e "Freeway of Love")
14. "Jesus Loves Me" 2
15. "I Will Always Love You"

Encore
1. "I'm Every Woman"
2. "Something in Common" (con Bobby Brown)

1eseguita solo in Sud America
2eseguita solo in alcune date del Nord e Sud America

### Sudafrica
1. "Love's in Need of Love Today"
2. "So Emotional"
3. "Saving All My Love for You"
4. "I Wanna Dance with Somebody (Who Loves Me)"
5. "How Will I Know"
6. Love Song Medley:
  - "I Love You"
  - "All at Once"
  - "Where You Are"
7. "Lover for Life"
8. "My Name Is Not Susan"
9. "Queen of the Night"
10. "I Have Nothing"
11. "Touch the World" (eseguita da Cissy Houston)
12. "Love Is"
13. "Amazing Grace"
14. "Master Blaster (Jammin')"
15. "I Will Always Love You"

Encore
1. "I'm Every Woman"
2. "Greatest Love of All"
3. "Home"

## Date
| Data              | Città                | Paese         | Luogo                                                     |
| ----------------- | -------------------- | ------------- | --------------------------------------------------------- |
| Nord America      |                      |               |                                                           |
| 5 luglio 1993     | Miami                | Stati Uniti   | James L. Knight Center                                    |
| 6 luglio 1993     | Miami                | Stati Uniti   | James L. Knight Center                                    |
| 8 luglio 1993     | Miami                | Stati Uniti   | James L. Knight Center                                    |
| 11 luglio 1993    | Vienna               | Stati Uniti   | Wolf Trap National Park for the Performing Arts           |
| 12 luglio 1993    | Vienna               | Stati Uniti   | Wolf Trap National Park for the Performing Arts           |
| 14 luglio 1993    | Mansfield            | Stati Uniti   | Great Woods                                               |
| 15 luglio 1993    | Mansfield            | Stati Uniti   | Great Woods                                               |
| 20 luglio 1993    | New York             | Stati Uniti   | Radio City Music Hall                                     |
| 21 luglio 1993    | New York             | Stati Uniti   | Radio City Music Hall                                     |
| 23 luglio 1993    | New York             | Stati Uniti   | Radio City Music Hall                                     |
| 24 luglio 1993    | New York             | Stati Uniti   | Radio City Music Hall                                     |
| 26 luglio 1993    | New York             | Stati Uniti   | Radio City Music Hall                                     |
| 28 luglio 1993    | Atlantic City        | Stati Uniti   | Sands Atlantic City                                       |
| 30 luglio 1993    | Atlantic City        | Stati Uniti   | Sands Atlantic City                                       |
| 31 luglio 1993    | Atlantic City        | Stati Uniti   | Sands Atlantic City                                       |
| 1º agosto 1993    | Atlantic City        | Stati Uniti   | Sands Atlantic City                                       |
| 3 agosto 1993     | Atlantic City        | Stati Uniti   | Sands Atlantic City                                       |
| 4 agosto 1993     | Atlantic City        | Stati Uniti   | Sands Atlantic City                                       |
| Europa            |                      |               |                                                           |
| 13 agosto 1993    | Copenaghen           | Danimarca     | Parken Stadium                                            |
| 15 agosto 1993    | Kolding              | Danimarca     | Kolding Stadion                                           |
| Nord America      |                      |               |                                                           |
| 21 agosto 1993    | Los Angeles          | Stati Uniti   | Hollywood Bowl                                            |
| 23 agosto 1993    | San Diego            | Stati Uniti   | Embarcadero Marina Park South                             |
| 25 agosto 1993    | Cerritos             | Stati Uniti   | Cerritos Center for the Performing Arts                   |
| 27 agosto 1993    | Cerritos             | Stati Uniti   | Cerritos Center for the Performing Arts                   |
| 28 agosto 1993    | Cerritos             | Stati Uniti   | Cerritos Center for the Performing Arts                   |
| Asia              |                      |               |                                                           |
| 1º settembre 1993 | Osaka                | Giappone      | Osaka Jo Hall                                             |
| 2 settembre 1993  | Osaka                | Giappone      | Osaka Jo Hall                                             |
| 6 settembre 1993  | Tokyo                | Giappone      | Nippon Budokan                                            |
| 7 settembre 1993  | Tokyo                | Giappone      | Nippon Budokan                                            |
| 9 settembre 1993  | Tokyo                | Giappone      | Nippon Budokan                                            |
| 10 settembre 1993 | Tokyo                | Giappone      | Nippon Budokan                                            |
| 13 settembre 1993 | Tokyo                | Giappone      | Nippon Budokan                                            |
| 14 settembre 1993 | Tokyo                | Giappone      | Nippon Budokan                                            |
| 16 settembre 1993 | Nagoya               | Giappone      | Rainbow Hall                                              |
| 17 settembre 1993 | Nagoya               | Giappone      | Rainbow Hall                                              |
| 19 settembre 1993 | Yokohama             | Giappone      | Yokohama Arena                                            |
| 20 settembre 1993 | Yokohama             | Giappone      | Yokohama Arena                                            |
| 22 settembre 1993 | Fukuoka              | Giappone      | Fukuoka Dome                                              |
| 24 settembre 1993 | Yokohama             | Giappone      | Yokohama Arena                                            |
| 27 settembre 1993 | Tokyo                | Giappone      | Nippon Budokan                                            |
| 28 settembre 1993 | Tokyo                | Giappone      | Nippon Budokan                                            |
| Europa            |                      |               |                                                           |
| 7 ottobre 1993    | Milano               | Italia        | Mediolanum Forum                                          |
| 8 ottobre 1993    | Milano               | Italia        | Mediolanum Forum                                          |
| 10 ottobre 1993   | Zurigo               | Svizzera      | Hallenstadion                                             |
| 11 ottobre 1993   | Zurigo               | Svizzera      | Hallenstadion                                             |
| 13 ottobre 1993   | Berlino              | Germania      | Deutschlandhalle                                          |
| 14 ottobre 1993   | Berlino              | Germania      | Deutschlandhalle                                          |
| 16 ottobre 1993   | Stoccolma            | Svezia        | Stockholm Globe Arena                                     |
| 17 ottobre 1993   | Göteborg             | Svezia        | Scandinavium                                              |
| 19 ottobre 1993   | Oslo                 | Norvegia      | Oslo Spektrum                                             |
| 22 ottobre 1993   | Heerenveen           | Paesi Bassi   | Thialf                                                    |
| 23 ottobre 1993   | Maastricht           | Paesi Bassi   | MEEC                                                      |
| 25 ottobre 1993   | Francoforte sul Meno | Germania      | Festhalle                                                 |
| 27 ottobre 1993   | Birmingham           | Gran Bretagna | National Exhibition Centre                                |
| 28 ottobre 1993   | Birmingham           | Gran Bretagna | National Exhibition Centre                                |
| 30 ottobre 1993   | Birmingham           | Gran Bretagna | National Exhibition Centre                                |
| 31 ottobre 1993   | Sheffield            | Gran Bretagna | Sheffield Arena                                           |
| 2 novembre 1993   | Sheffield            | Gran Bretagna | Sheffield Arena                                           |
| 3 novembre 1993   | Sheffield            | Gran Bretagna | Sheffield Arena                                           |
| 5 novembre 1993   | Londra               | Gran Bretagna | Earls Court Exhibition Centre                             |
| 6 novembre 1993   | Londra               | Gran Bretagna | Earls Court Exhibition Centre                             |
| 7 novembre 1993   | Londra               | Gran Bretagna | Earls Court Exhibition Centre                             |
| 9 novembre 1993   | Dublino              | Irlanda       | Point Theatre                                             |
| 10 novembre 1993  | Dublino              | Irlanda       | Point Theatre                                             |
| 12 novembre 1993  | Gand                 | Belgio        | Flanders Expo                                             |
| 15 novembre 1993  | Madrid               | Spagna        | Palacio de los Deportes                                   |
| 16 novembre 1993  | Barcellona           | Spagna        | Palau Sant Jordi                                          |
| 18 novembre 1993  | Metz                 | Francia       | Le Galaxie                                                |
| 19 novembre 1993  | Stoccarda            | Germania      | Schleyerhalle                                             |
| 21 novembre 1993  | Linz                 | Austria       | Sporthalle                                                |
| 23 novembre 1993  | Monaco di Baviera    | Germania      | Olympiahalle                                              |
| 24 novembre 1993  | Dortmund             | Germania      | Westfalenhallen                                           |
| 26 novembre 1993  | Rotterdam            | Paesi Bassi   | Ahoy                                                      |
| 27 novembre 1993  | Rotterdam            | Paesi Bassi   | Ahoy                                                      |
| 29 novembre 1993  | Parigi               | Francia       | Palais Omnisports de Paris-Bercy                          |
| 30 novembre 1993  | Parigi               | Francia       | Palais Omnisports de Paris-Bercy                          |
| Sudamerica        |                      |               |                                                           |
| 16 gennaio 1994   | San Paolo            | Brasile       | Morumbi Stadium                                           |
| 23 gennaio 1994   | Rio de Janeiro       | Brasile       | Praça da Apoteose                                         |
| 14 aprile 1994    | Santiago             | Cile          | Estadio San Carlos de Apoquindo                           |
| 16 aprile 1994    | Buenos Aires         | Argentina     | Estadio José Amalfitani                                   |
| 17 aprile 1994    | Buenos Aires         | Argentina     | Estadio José Amalfitani                                   |
| 21 aprile 1994    | Caracas              | Venezuela     | Poliedro de Caracas                                       |
| Nord America      |                      |               |                                                           |
| 24 aprile 1994    | San Juan             | Porto Rico    | Hiram Bithorn Stadium                                     |
| 17 giugno 1994    | Hartford             | Stati Uniti   | Hartford Civic Center                                     |
| 19 giugno 1994    | Uniondale            | Stati Uniti   | Nassau Coliseum                                           |
| 23 giugno 1994    | Filadelfia           | Stati Uniti   | The Spectrum                                              |
| 24 giugno 1994    | Providence           | Stati Uniti   | Providence Civic Center                                   |
| 26 giugno 1994    | Richfield            | Stati Uniti   | Richfield Coliseum                                        |
| 27 giugno 1994    | Auburn Hills         | Stati Uniti   | The Palace of Auburn Hills                                |
| 29 giugno 1994    | Fairborn             | Stati Uniti   | Ervin J. Nutter Center                                    |
| 1º luglio 1994    | Minneapolis          | Stati Uniti   | Target Center                                             |
| 2 luglio 1994     | Chicago              | Stati Uniti   | Rosemont Horizon                                          |
| 6 luglio 1994     | Atlanta              | Stati Uniti   | The Omni                                                  |
| 8 luglio 1994     | Lafayette            | Stati Uniti   | Cajundome                                                 |
| 11 luglio 1994    | Denver               | Stati Uniti   | McNichols Arena                                           |
| 13 luglio 1994    | Las Cruces           | Stati Uniti   | Pan American Center                                       |
| 17 luglio 1994    | Pasadena             | Stati Uniti   | Rose Bowl                                                 |
| 12 agosto 1994    | Paradise             | Stati Uniti   | MGM Grand Arena (riprogrammazione del 19 luglio)          |
| 14 agosto 1994    | San Jose             | Stati Uniti   | San Jose Arena (riprogrammazione del 21 luglio)           |
| 16 agosto 1994    | Portland             | Stati Uniti   | Memorial Coliseum (riprogrammazione del 26 luglio)        |
| 17 agosto 1994    | Tacoma               | Stati Uniti   | Tacoma Dome                                               |
| 19 agosto 1994    | Sacramento           | Stati Uniti   | ARCO Arena                                                |
| 21 agosto 1994    | Anaheim              | Stati Uniti   | Arrowhead Pond (riprogrammazione del 16 luglio)           |
| 23 agosto 1994    | Phoenix              | Stati Uniti   | America West Arena                                        |
| 25 agosto 1994    | Houston              | Stati Uniti   | The Summit (riprogrammazione dell'8 luglio)               |
| 1º settembre 1994 | Atlantic City        | Stati Uniti   | Sands Atlantic City                                       |
| 3 settembre 1994  | Atlantic City        | Stati Uniti   | Sands Atlantic City                                       |
| 4 settembre 1994  | Atlantic City        | Stati Uniti   | Sands Atlantic City                                       |
| 7 settembre 1994  | Atlantic City        | Stati Uniti   | Sands Atlantic City                                       |
| 9 settembre 1994  | Atlantic City        | Stati Uniti   | Sands Atlantic City                                       |
| 10 settembre 1994 | Atlantic City        | Stati Uniti   | Sands Atlantic City                                       |
| 16 settembre 1994 | New York             | Stati Uniti   | Radio City Music Hall                                     |
| 17 settembre 1994 | New York             | Stati Uniti   | Radio City Music Hall                                     |
| 20 settembre 1994 | New York             | Stati Uniti   | Radio City Music Hall                                     |
| 21 settembre 1994 | New York             | Stati Uniti   | Radio City Music Hall                                     |
| 27 settembre 1994 | New York             | Stati Uniti   | Radio City Music Hall                                     |
| 28 settembre 1994 | New York             | Stati Uniti   | Radio City Music Hall (rescheduled from September 23)     |
| 30 settembre 1994 | New York             | Stati Uniti   | Radio City Music Hall (riprogrammazione del 24 settembre) |
| Africa            |                      |               |                                                           |
| 8 novembre 1994   | Durban               | Sudafrica     | Kings Park Stadium                                        |
| 12 novembre 1994  | Johannesburg         | Sudafrica     | Ellis Park Stadium                                        |
| 19 novembre 1994  | Città del Capo       | Sudafrica     | Green Point Stadium                                       |

## Registrazioni
La data del 12 novembre 1994 a Johannesburg in Sudafrica, venne registrata e trasmessa dalla tv americana HBO e successivamente realizzata in formato home video.

## Band
- Regia: Rickey Minor
- Basso: Rickey Minor
- Chitarra: Carlos Rios
- Tastiere: Bette Sussman, Wayne Linsey, Kevin Lee
- Sassofono: Kirk Whalum
- Batteria: Michael Baker
- Percussioni: Bashiri Johnson
- Vocalist: Gary Houston, Olivia McClurkin, Alfie Silas, Pattie Howard, Josie James
- Carolyn Brown, Merlyn Mitchell, Shane Johnson, Saleema Mubaarak